# Millepora tenella
Millepora tenella är en nässeldjursart som beskrevs av Ortmann 1892. Millepora tenella ingår i släktet Millepora och familjen Milleporidae. Inga underarter finns listade i Catalogue of Life.